# Caroline Kathryn Allen
Caroline Kathryn Allen ( 7 de abril de 1904, Pawling, Nueva York - 6 de abril de 1975, Chapel Hill, Carolina del Norte) fue una botánica estadounidense.
Fue una taxónoma con especialización en Lauraceae. Trabajó en el jardín botánico de New York de 1951 a 1959, siendo Investigadora Asociada de 1959 a 1974.
Estudia Botánica y Química en Vassar, y se gradúa en 1926. Trabaja en el "Arnold Arboretum", y luego pasa al "jardín Botánico de Missouri", donde desarrolla su doctorado con Jesse More Greenman, obteniéndolo en 1932. Su defensa de tesis " A Monograph of the American species of the genus Halenia " (104 pp.) se publica en 1933.
Hizo intensísimas exploraciones: en 1962 colecta en Brasil, Venezuela, y Surinam. Compra un microscopio compuesto y un dictáfono que la acompañan en los siguientes cuatro exitosas exploraciones. En 1963, está dos meses colectando en México. En 1964 tres meses sobre Lauráceas Tropicales Americanas en el mayor herbario de Europa. En 1965 colecta un mes en Trinidad y Tobago; en 1966 investiga especies de Lauraceae en la Amazonia.
En 1966 publica "The Generic Status of Nectandra, Ocotea and Pleurothyrium" en "Notes on Lauraceae of Tropical America" en Phytology. Es la primera científica en encontrar que los tres géneros de la familia son distintos.
En 1967 ocupa seis meses en el mayor herbario de Europa, realiza numerosas ilustraciones de disecciones microscópicas de Lauraceae de los tres gros. Nectandra, Ocotea, Pleurothyrium; que nunca pudo terminar.

## Otras publicaciones
- bassett Maguire, caroline kathryn Allen, howard s. Irwin. 1966. Contributions to the botany of Guiana. Partes 1-4. Editor The New York Botanical Garden, 79 pp.

- caroline kathryn Allen. 1964. Lauraceae. Edición reimpresa de New York Botanical Garden, 123 pp.

- -------------------------------. 1945. Studies in the Lauraceae, VI: preliminary survey of the Mexican and central American species. 155 pp.

## Honores

### Epónimos
Especies (13 registros IPNI)
- Halenia alleniana Standl. ex Wilbur, 1984
- Litsea alleniana A.C.Sm., 1951